# Jesús Robles Martínez
Jesús Robles Martínez (Colima, Colima; 2 de agosto de 1913 - Ciudad de México, 14 de junio de 2004) fue un ingeniero mexicano así como pilar de las primeras organizaciones de estudiantes politécnicos.
Nació en Colima el 2 de agosto de 1913. En 1940 egresó como parte de la primera generación de ingenieros en comunicaciones eléctricas y electrónicas de la Escuela Superior de Ingeniería Mecánica y Eléctrica (ESIME) del Instituto Politécnico Nacional (IPN). Dentro de su participación política destaca el haber sido delegado por el IPN y posteriormente electo como el primer Presidente de la Federación Nacional de Estudiantes Técnicos (FNET) en 1937. Como estudiante de ingeniería, Robles Martínez propuso el lema del IPN "La Técnica al Servicio de una Patria Mejor", el cual sería modificado por "La Técnica al Servicio de la Patria".
Después de culminar su labor en el Sindicato Nacional de Trabajadores de la Educación (SNTE), entró en la Federación de Sindicatos de Trabajadores al Servicio del Estado (FSTSE).
En el Gobierno Federal, ocupó diversos cargos entre los que destacan Director del Banco Nacional de Obras y Servicios Públicos (1965-1976); durante su periodo, el Banco se transformó del Banco Nacional Hipotecario Urbano y de Obras Públicas (BNHUOP) a su denominación actual. 
Es reconocido como destacado docente y funcionario de su casa de estudios (El Instituto Politécnico Nacional) así como un primer eslabón en la cadena de politécnicos en el gobierno de México. 
Falleció el 14 de junio de 2004 en la Ciudad de México.[cita requerida]